# RNA 중합효소
RNA 중합효소(RNAP 혹은 RNApol)는 DNA 의존성 RNA 중합효소로도 불리며 DNA로부터 1차 전사체(primary transcript) RNA를 합성하는 효소이다. RNA 중합효소는 DNA를 이용하여 RNA 사슬을 만드는 전사과정에 필수적이므로 모든 생물과 많은 바이러스에 존재한다. 화학적으로 RNA 중합효소는 뉴클레오티딜 전이효소로 뉴클레오타이드를 RNA 전사물의 3' 말단에 중합한다.

## 역사
찰스 로(Charles Loe), 오드리 스티븐스(Audrey Stevens), 제라드 허위츠(Jerard Hurwitz)가 1960년 대장균 추출물로부터 RNA 중합효소 활성이 나타나는 것을 관찰하였다. 비슷한 시기(1959년)에 RNA 중합효소를 발견한 공로로 세베로 오초아가 노벨 생리학·의학상을 수상하였으나 후에 그 RNA 중합효소는 DNA를 주형으로 RNA를 합성하는 효소가 아니라 폴리뉴클레오타이드 가인산분해효소(polynucleotide phosphorylase)로 밝혀졌다.
진핵생물 전사 과정 중에 단계별로 RNA 중합효소 형태를 밝힌 공로로 로저 콘버그(Roger D. Kornberg)가 2006년 노벨화학상을 수상하였다.

## 전사 조절

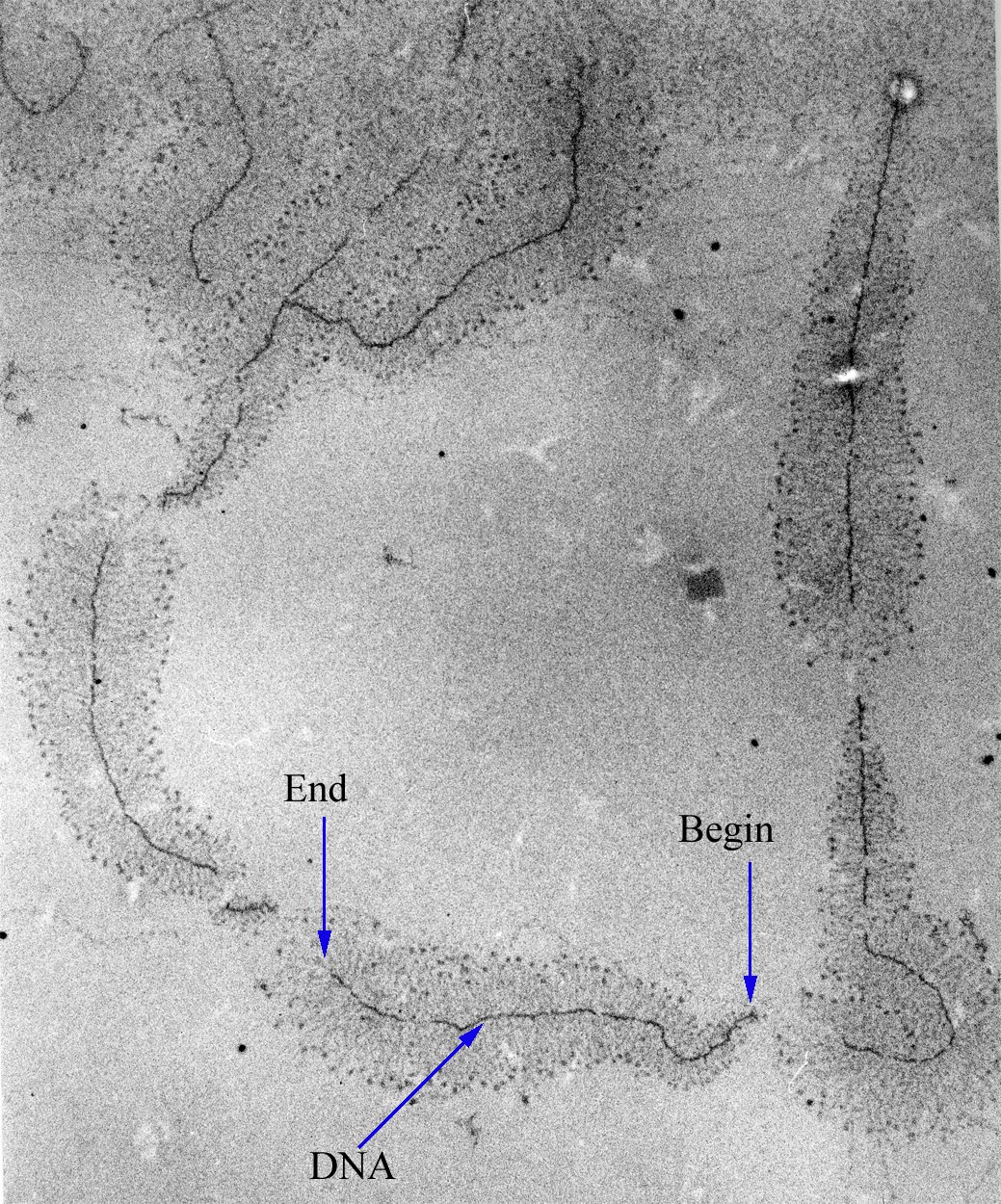
수백 개의 RNA 중합효소가 달라붙어 있는 DNA 사슬의 전자현미경 사진. RNA 중합효소는 너무 작아서 잘 분간되지 않지만, RNA 사슬을 전사하고 있으며 DNA 사슬에서 가지를 치고 있는 형태가 RNA이다. 시작점("Begin")으로 표시된 부분은 RNA 중합효소가 전사를 개시하는 부분으로 DNA의 3' 말단이다. 끝점("End")으로 표시된 부분은 RNA의 전사가 완료된 부분으로 DNA의 5' 말단이다.

유전자 전사를 조절하는 것은 유전자 발현 패턴에도 영향을 미쳐서 세포가 환경에 적응하고, 생체 내에서 주어진 역할을 하며, 생존을 위해 필요한 대사를 할 수 있도록 한다. 따라서 RNA 중합효소의 활성은 오래 지속되고 복잡하게 조절된다. 대장균(Escherichia coli)에서만 100여 개가 넘는 전사인자가 발견되었다. 전사인자는 RNA 중합효소의 활성에 변화를 일으킨다.
RNA 중합효소는 프로모터라는 특수한 DNA 서열에서 전사를 개시한다. 그리고 주형 DNA 가닥에 상보적인 RNA 사슬을 만든다. 뉴클레오타이드를 RNA 사슬에 더하는 과정을 신장(elongation)이라고 한다. 진핵생물의 RNA 중합효소는 길게는 240만 개 뉴클레오타이드 길이의 RNA를 만들 수 있다. RNA 중합효소가 종결인자(terminator)라는 유전자 끝을 알리는 DNA 서열에 도달하면 RNA 전사물이 중합효소에서 분리된다.
RNA 중합효소의 생산물들은 다음과 같다
- 전령 RNA(mRNA): 리보솜이 단백질 합성을 하기 위한 주형
- 비번역 RNA: 단백질로 번역되지는 않는 유전자들에 의해 전사된 RNA들의 총칭. 운반 RNA와 리보솜 RNA가 대표적으로 여기 속한다.
  - 운반 RNA(tRNA): 안티코돈에 따라 아미노산을 신장 중인 폴리펩티드 사슬에 운반하는 RNA.
  - 리보솜 RNA(rRNA): 리보솜을 구성한다.
  - microRNA(miRNA): 유전자 발현을 조절
  - 리보자임: 효소 활성을 가진 RNA

RNA 중합효소는 새로운(de novo) 합성을 한다. 이는 전사를 개시할 때 뉴클레오타이드와 상호작용을 통해 RNA 중합효소가 제자리에 붙어 있을 수 있기 때문이다. 같은 이유로 RNA 중합효소는 전사물의 제일 처음에 오는 뉴클레오타이드로 ATP, GTP, UTP, CTP 순으로 선호한다. DNA 중합효소와는 다르게, RNA 중합효소는 헬리케이스활성을 가진다.

## RNA 중합효소의 활성

### 개시 (Initiation)
세균에 작용하는 RNA 중합효소는 시그마(σ) 인자, 때로는 α 소단위의 C-말단 도메인이 필요하다. 시그마 인자와 α 소단위는 프로모터 -35 및 -10 요소(element, promoter)를 포함하는 중심 프로모터 영역을 인지한다. 시그마 인자에는 여러 종류가 있으며 서로 교환 가능하고, 서로 다른 프로모터를 인지한다. 대장균(E. coli)의 σ70은 정상적인 상태에서 발현되어 항존유전자(housekeeping gene)의 프로모터를 인지한다. σ70은 열충격단백질(heat-shock protein, HSP) 유전자의 프로모터를 인지한다.
RNA 중합효소가 DNA에 결합하고 나면 닫힌 형태에서 열린 형태가 된다. DNA에 결합 하였을시 헬리케이스(Helicase) 활성이 일어나 혼자서도 DNA 이중나선을 풀어 낼 수 있다. DNA 이중나선은 13 bp 정도 풀리는데 이를 전사 거품(transcription bubble)이라 한다. 전사 거품을 시작점으로 리보뉴클레오타이드가 주형 DNA 가닥에 왓슨-크릭 염기쌍에 맞춰 배열된다. 이 과정에서 DNA에 걸리는 변형 압력(strain)을 해소하기 위하여 생성되는 초나선이 RNA 중합효소의 활성에 중요한 역할을 한다. DNA가 풀리지 않은 RNA 중합효소의 앞부분은 양성 초나선이, 다시 이중나선이 생기는 RNA 중합효소 뒷부분은 음성 초나선이 존재한다.
RNA 중합효소는 프로모터 영역과 상호작용을 하여 안정화된다. 그런데 RNA 중합효소가 안정화되면 계속해서 RNA를 전사하는 것을 저해한다. RNA 중합효소 열린 복합체가 안정화되면 RNA를 합성하여 길이 ~9 bp의 DNA-RNA 이형이중가닥(heteroduplex)을 생산하고, 이로 인해 전사 개시 복합체가 안정화된다. RNA가 계속해서 중합되려면 RNA 중합효소가 프로모터와의 상호작용을 유지하면서 진행방향의 DNA 이중나선을 풀고, 개시 복합체 내로 DNA를 "구겨넣어야(DNA scrunching)" 한다. DNA 이중나선을 풀고 압축하는 것으로 인해 RNA 중합효소는 열역학적으로 불안정한 중간체 같은 상태가 된다. DNA-RNA 이형이중가닥의 길이가 적당히 길어지면 RNA 중합효소는 프로모터와 상호작용을 끊고 신장 단계로 나아간다.
RNA 중합효소는 프로모터와의 상호작용을 끊는 대신에 진행 방향(downstream)으로 나아가는 상호작용을 끊고 열역학적 압력을 해소할 수도 있다. 이 경우 전사는 멈추게 되며
1. 전사중이던 전사물(transcript)을 방출하고 새로 프로모터에서 시작하거나
2. RNA 중합효소의 활성으로 전사중이던 전사물의 활성 자리(active site)에 새로운 3'-OH기를 만들고 프로모터를 벗어나기 위한 추진력을 얻어야 한다.

이렇게 프로모터를 벗어나기 전에 RNA 중합효소가 비생산적으로 돌아가는 것을 미성숙 개시(abortive initiation)라 한다. 미성숙 개시의 지속 정도는 전사인자의 유무와 프로모터와의 상호작용의 강도에 따라 달라진다.

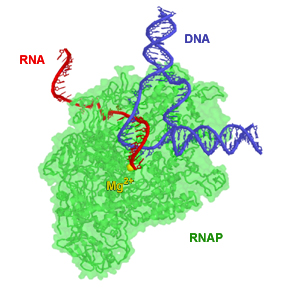
호열균의 일종인 T. aquaticus의 전사 신장 단계. RNA와 DNA를 명확하게 보기 위하여 RNA 중합효소의 일부를 투명하게 처리하였다. 노란색은 효소 활성 자리의 Mg^{2+}

### 신장 (Elongation)
열린 복합체(Open complex)가 전사 복합체로 전환되고 뉴클레오타이드가 중합되면서 전사가 신장 단계로 들어선다. 처음에 RNA 중합효소는 프로모터에 강력하게 결합하고 있어서 완전한 전사물을 만들어내지 못하고 9 bp 정도의 짧은 RNA 조각을 만든다. 이 단계를 미성숙 개시(abortive initiaion)라 한다. RNA 중합효소가 계속해서 긴 전사물을 만들어내기 위해서는 프로모터, -10, -35 요소(promoter)와의 접촉이 끊어지고 시그마 인자가 RNA 중합효소에서 떨어져야 한다. 시그마 인자가 RNA 중합효소를 제자리에 붙들고 있는 작용을 하므로 시그마 인자가 분리되면 RNA 중합효소는 움직일 수 있게 된다.
17 bp 길이의 전사 복합체에는 8 bp DNA-RNA 이형이중가닥이 포함되어 있다. 리보뉴클레오타이드가 RNA 전사물의 3' 말단에 중합되고 RNA 중합효소는 DNA 가닥을 따라 움직인다. RNA 중합효소는 DNA 중합효소가 가지고 있는 3' 핵산 외부 가수분해 효소 활성, 즉 교정(proofreading) 활성을 가지고 있다.
RNA 중합효소의 아스파르트산 잔기는 Mg2+ 이온과 결합하여 리보뉴클레오타이드의 인산기와 배위한다. 처음 Mg2+는 중합될 리보뉴클레오타이드(NTP)의 α-인산기에 결합하여 RNA 전사물 3' 말단의 -OH기가 친핵성 공격을 할 수 있게 한다. 두 번째 Mg2+는 NTP의 파이로인산에 결합한다. 전체 반응식은 다음과 같다.
(NMP)n + NTP --> (NMP)n+1 + PPi

### 종결 (Termination)
원핵생물의 경우 RNA 전사 종결은 로(ρ) 의존성 혹은 비의존성 방법으로 일어난다. 로-비의존성 전사 종결은 로 인자(ρ factor)의 도움 없이 전사가 종결되는 것이다. DNA 회문 서열이 전사되면 RNA 전사물은 자체적으로 루프 구조를 만들고 결합하여 헤어핀 구조를 형성한다. 헤어핀 구조에는 대개 G-C 염기쌍이 많아 DNA-RNA 이형이중가닥보다 안정하다. 그 결과 8 bp DNA-RNA 혼성체는 4 bp 혼성체가 되고, 마지막 4 bp는 약한 A-U 염기쌍이므로 RNA 전사물이 DNA에서 떨어지게 된다.

## 세균의 RNA 중합효소
세균은 mRNA를 전사하는 효소가 비번역 RNA(ncRNA)도 합성한다.
RNA 중합효소는 약 400 kDa이고 중심 효소(core enzyme)는 네 종류 다섯 개의 소단위로 이루어진다.
- β' 소단위: 가장 큰 소단위로 rpoC 유전자에 암호화되어 있다.[11] RNA를 합성하는 부분이다. DNA와 초기 RNA가 결합하기 위해서는 서열과 무관한 상호작용이 필요한데 그 결정 요인이 이 β' 소단위에 있다.
- β 소단위: 두 번째로 큰 소단위로 rpoB 유전자에 암호화되어 있다. RNA를 합성하는 효소 활성 자리의 나머지 부분과 서열에 비특이적인 상호작용을 결정하는 요인이 있다.
- αI 와 αII 소단위: 세 번째로 큰 소단위이며 RNA 중합효소에 두 개가 존재한다. 각 α 소단위는 N 말단과 C 말단 두 개의 도메인을 포함한다. N 말단 도메인은 RNA 중합효소를 조립하는 결정 요인을 가지고 있다. C 말단 도메인은 프로모터와는 서열에 비특이적인 상호작용을 하고, 5' 방향에 있는 요소(upstream element)를 포함하는 프로모터와는 서열 특이적인 상호작용을 한다. 또한 조절인자와 상호작용한다.
- ω 소단위: 가장 작은 소단위로 RNA 중합효소를 조립하고 안정화한다.[12]

RNA 중합효소가 프로모터에 결합할 수 있는 전효소(holoenzyme)가 되기 위해서는 중심 효소에 전사 개시인자인 시그마 인자가 결합해야 한다. 시그마 인자는 RNA 중합효소가 비특이적인 DNA와 결합하는 활성을 낮추고 프로모터에 특이적으로 결합하는 활성을 높여 전사가 적절한 자리에서 시작되도록 한다. 결과적으로 전효소 복합체는 6개의 소단위로 이루어지며 무게는 약 450 kDa이다.

## 진핵생물의 RNA 중합효소

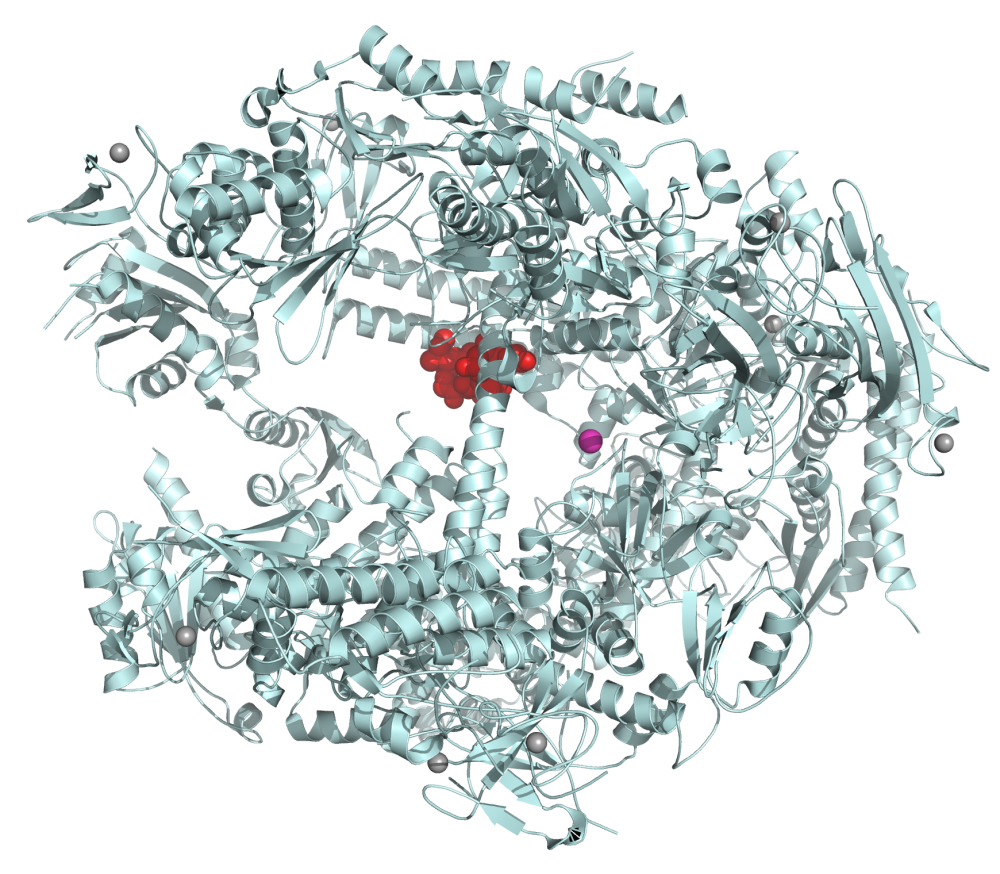
진핵생물 RNA 중합효소 II(옅은 파랑). 가운데 붉은 점은 RNA 중합효소 II를 저해하는 α-아마니틴(α-amanitin)이다.

진핵생물 핵 RNA 중합효소는 여러 종류가 있어 각각 다른 종류의 RNA를 합성한다. 중합효소는 세균의 RNA 중합효소와 구조적으로나 기작이 유사하다.
- RNA 중합효소 I은 전구체 rRNA(pre-rRNA) 45S(효모의 경우 35S)를 합성한다. 후에 전구체 rRNA는 리보솜을 구성하는 주요 RNA인 28S, 18S, 5.8S rRNA가 된다.[13]
- RNA 중합효소 II는 mRNA 전구체와 snRNA, microRNA을 합성한다.[14] 가장 많이 연구된 중합효소이고, 강한 통제를 받는다. 프로모터에 결합하기 위해서는 다양한 전사인자가 필요하다. 새로운(de novo) RNA를 합성할 때 효소의 활성 자리에 있는 프리메이스와 유사한 활성을 통해 처음 몇 개의 인산다이에스터 결합을 형성한다.[6]
- RNA 중합효소 III은 tRNA와 rRNA 5S, 기타 세포질과 핵에서 발견되는 작은 RNA(small RNA)를 합성한다.[15]
- RNA 중합효소 IV는 식물의 siRNA를 합성한다.[16]
- RNA 중합효소 V는 식물의 siRNA에 의한 이형염색질(heterochromatin) 형성에 관여하는 RNA를 합성한다.[17]

진핵생물의 미토콘드리아와 엽록체는 구조 및 기작이 세균의 RNA 중합효소와 다른 RNA 중합효소를 가진다. 이 중합효소는 핵에 암호화되어 있으며, 단일 소단위 RNA 중합효소 단백질족에 속한다. 진핵생물의 엽록체는 또한 세균의 RNA 중합효소와 구조나 활성 기작이 매우 유사한 RNA 중합효소를 가진다. 이 중합효소는 색소체에 암호화되어 있다.
DNA 중합효소와 RNA 중합효소는 주형에 의존하여 뉴클레오타이드를 중합하므로 구조적으로 유사할 것이라고 예측할 수도 있지만, 실제로는 그렇지 않다. X-선 결정법으로 밝혀진 바에 의하면, Mg2+이 효소 활성 위치에 필수적인 것을 제외하면 사실상 두 중합효소는 서로 무관하다. 때문에 두 중합효소는 세포의 진화 초기에 서로 독립적으로 기원한 것으로 보인다. 한 계보는 현재의 DNA 중합효소와 역전사효소, 그리고 바이러스의 단일 소단위로 된 RNA 중합효소가 되고, 다른 계보는 현생 세포의 RNA 중합효소가 되었을 것이다.

## 고균의 RNA 중합효소
고균은 단일 종류의 RNA 중합효소를 가지고 있으며 이 중합효소가 모든 RNA를 합성한다. 고균의 RNA 중합효소는 구조나 기작 면에서 세균의 RNA 중합효소와 진핵생물 RNA 중합효소 I-V와 유사하다. 특히 진핵생물 핵 RNA 중합효소 II에 가깝다.

## 바이러스의 RNA 중합효소

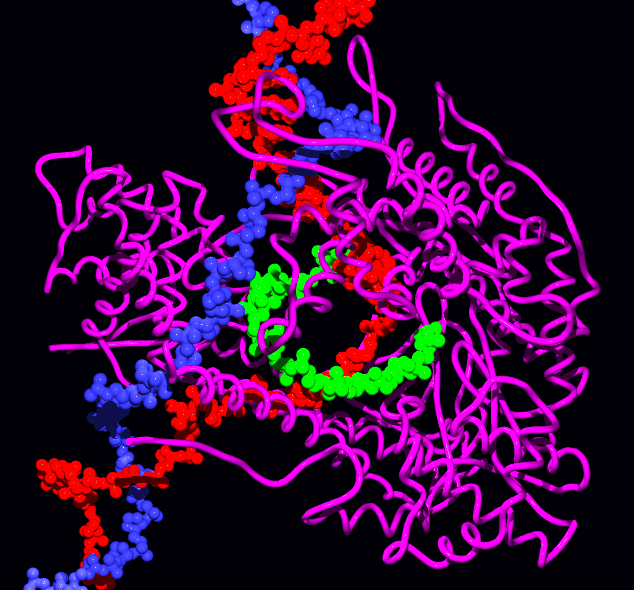
주형 DNA에서 mRNA(녹색)를 합성하는 T7 RNA 중합효소(자주색).

오쏘폭스바이러스(Orthopoxvirus)는 바이러스에 암호화된 RNA 중합효소를 이용하여 RNA를 합성한다. 이 RNA 중합효소는 구조나 기작이 세균, 고균의 RNA 중합효소 및 진핵생물의 핵 RNA 중합효소 I-V와 유사하다.
다른 바이러스들은 세균과 고균, 진핵생물의 RNA 중합효소와 관련성이 없는 RNA 중합효소를 사용한다. 이 RNA 중합효소도 바이러스에 암호화되어 있다.
다수의 바이러스들은 단일 소단위로 이루어진 DNA 의존적 RNA 중합효소를 사용한다. 이 RNA 중합효소는 진핵생물의 엽록체나 미토콘드리아의 단일 소단위 RNA 중합효소와 구조·기작이 유사하다. 가장 널리 연구되는 단일 소단위 RNA 중합효소는 박테리오파지의 T7 RNA 중합효소이다.
RNA에 의존적인 RNA 중합효소를 사용하는 바이러스도 있다. (-)ssRNA 바이러스와 제 3형 dsDNA 바이러스는 생활사 중에 이중가닥 RNA를 포함하는 때가 있다. 이들은 RNA를 합성하는 주형으로 DNA 대신 RNA를 사용한다. 몇몇 (+)ssRNA 바이러스 또한 RNA 의존적 RNA 중합효소를 가지고 있다.

## RNA 중합효소 정제
RNA 중합효소는 아래와 같은 기술이나 여러 기술을 혼합하여 분리할 수 있다.
- 인산셀룰로오스 관 크로마토그래피[22]
- 글리세롤 구배 원심분리[23]
- DNA 관
- 이온 교환 크로마토그래피[24]

## 같이 보기
- DNA 중합효소
- (영어) RNA polymerase I
- (영어) RNA polymerase II
- (영어) RNA polymerase III
- (영어) T7 RNA polymerase
- (영어) Alpha-amanitin

### 참고 문헌
1. ↑  Jerard Hurwitz (2005년 12월). “The Discovery of RNA Polymerase”. Journal of Biological Chemistry (영어) 280 (52): 42477–85. doi:10.1074/jbc.X500006200. PMID 16230341.
2. ↑  “The Nobel Prize in Physiology or Medicine 1959” (영어). Nobel Media AB 2014. 2014년 7월 11일에 확인함.
3. ↑  “The Nobel Prize in Chemistry 2006” (영어). Nobel Media AB 2014. 2014년 7월 11일에 확인함.
4. ↑  Akira Ishihama (2000). “Functional modulation of Escherichia coli RNA polymerase” (영어) 54: 499–518. doi:10.1146/annurev.micro.54.1.499. PMID 11018136.
5. ↑  Grossman AD; Straus DB; Walter WA; Gross CA. (1987). “Sigma 32 synthesis can regulate the synthesis of heat shock proteins in Escherichia coli”. Genes Dev (영어) 1 (2): 179–84. PMID 3315848.
6. 1 2  Cheung AC; Sainsbury S; Cramer P (2011년 11월). “Structural basis of initial RNA polymerase II transcription”. EMBO J. (영어) 30 (23): 4755–63. doi:10.1038/emboj.2011.396. PMC 3243610. PMID 22056778.
7. 1 2 3  Robert Weaver (2012). “Chapter 6 The Mechanism of Transcription in Bacteria”. Molecular Biology (영어) 5판. McGraw-Hill Education. 134–138쪽. ISBN 9780071316866.
8. ↑  Thomas, Matthew J; Platas, Angelina A; Hawley, Diane K (1998년 5월 15일). “Transcriptional Fidelity and Proofreading by RNA Polymerase II”. 《Cell》 93 (4): 627–637. doi:10.1016/S0092-8674(00)81191-5.
9. ↑  Robert Weaver (2012). “Chapter 6 / THe Mechanism of Transcription in Bacteria”. Molecular Biology (영어) 5판. McGraw-Hill Education. 156–159쪽. ISBN 9780071316866.
10. ↑  Richard H. Ebright (2000). “RNA polymerase: structural similarities between bacterial RNA polymerase and eukaryotic RNA polymerase II”. J Mol Biol (영어) 304 (5): 687–98. doi:10.1006/jmbi.2000.4309. PMID 11124018.
11. ↑  Ovchinnikov YuA; Monastyrskaya GS; Gubanov VV;  외. (1982). “The primary structure of E. coli RNA polymerase, Nucleotide sequence of the rpoC gene and amino acid sequence of the beta'-subunit”. 《Nucleic Acids Res.》 10 (13): 4035–44. PMC 320776. PMID 6287430.
12. ↑  Mathew R; Chatterji D (2006년 10월). “The evolving story of the omega subunit of bacterial RNA polymerase”. 《Trends in Microbiology》 14 (10): 450–455. doi:10.1016/j.tim.2006.08.002. 2014년 11월 17일에 확인함.
13. ↑  Grummt I. (1999). “Regulation of mammalian ribosomal gene transcription by RNA polymerase I.”. Prog Nucleic Acid Res Mol Biol. (영어) 62: 109–54. doi:10.1016/S0079-6603(08)60506-1. PMID 9932453.
14. ↑  Lee Y; Kim M; Han J; Yeom KH; Lee S; Baek SH; Kim VN. (2004년 10월). “MicroRNA genes are transcribed by RNA polymerase II”. EMBO J. (영어) 23 (20): 4051–60. doi:10.1038/sj.emboj.7600385. PMC 524334. PMID 15372072.
15. ↑  Willis IM. (1993년 2월). “RNA polymerase III. Genes, factors and transcriptional specificity”. Eur J Biochem. (영어) 212 (1): 1–11. doi:10.1111/j.1432-1033.1993.tb17626.x. PMID 8444147.
16. ↑  Herr AJ; Jensen MB; Dalmay T; Baulcombe DC (2005). “RNA polymerase IV directs silencing of endogenous DNA”. Science (영어) 308 (5718): 118–20. doi:10.1126/science.1106910. PMID 15692015.
17. ↑  Wierzbicki AT; Ream TS; Haag JR; Pikaard CS (2009년 5월). “RNA Polymerase V transcription guides ARGONAUTE4 to chromatin”. Nat. Genet. (영어) 41 (5): 630–4. doi:10.1038/ng.365. PMC 2674513. PMID 19377477.
18. ↑  Y. Korkhin; U. Unligil; O. Littlefield; P. Nelson; D. Stuart; P. Sigler; S. Bell; N. Abrescia (2009). “Evolution of Complex RNA Polymerases: The Complete Archaeal RNA Polymerase Structure”. PLoS biology (영어) 7 (5): e102. doi:10.1371/journal.pbio.1000102. PMID 19419240.
19. ↑  Werner, Finn (2007). “Structure and function of archaeal RNA polymerases”. Molecular microbiology (영어) 65 (6): 1395–1404. doi:10.1111/j.1365-2958.2007.05876.x. PMID 17697097.
20. ↑  “1MSW” (영어). 2014년 7월 12일에 확인함.
21. ↑  Ahlquist, Paul (2002). “RNA-Dependent RNA Polymerases, Viruses, and RNA Silencing”. Science (영어) 296: 1270–1273.
22. ↑  Kelly JL; Lehman IR. (1986년 8월). “Yeast mitochondrial RNA polymerase. Purification and properties of the catalytic subunit”. J Biol Chem. (영어) 261 (22): 10340–7. PMID 3525543.
23. ↑  Honda A; Mukaigawa J; Yokoiyama A; Kato A; Ueda S; Nagata K; Krystal M; Nayak DP; Ishihama A (1990년 4월). “Purification and molecular structure of RNA polymerase from influenza virus A/PR8”. J Biochem (영어) 107 (4): 624–8. PMID 2358436.
24. ↑  Hager DA; Jin DJ; Burgess RR (1990년 8월 28일). “Use of Mono Q high-resolution ion-exchange chromatography to obtain highly pure and active Escherichia coli RNA polymerase”. Biochemistry (영어) 29 (34): 7890–4. PMID 2261443.